# Leonid Georgyevich Belousov
Leonid Georgievich Belousov (tiếng Nga: Леонид Георгиевич Белоусов; 1909-1998) là một phi công chiến đấu Liên Xô trong Chiến tranh Vệ quốc vĩ đại, Anh hùng Liên Xô. Từ năm 1944, ông bay và chiến đấu mà không có cả hai chân.

## Tiểu sử
Leonid Belousov sinh ở Odessa trong một gia đình thuộc tầng lớp lao động. Năm bảy tuổi, ông mồ côi cha. Trong cuộc nội chiến, chàng trai trẻ Lyonyastal trở thành học viên của Trung đoàn Bộ binh 151 thuộc Sư đoàn 51 Perekop , nơi anh "phục vụ" trong ba năm.
Sau nội chiến, ông làm việc tại nhà máy, trong cửa hàng sửa chữa máy hơi nước.
Năm 1930, ông vào Trường Bộ binh Odessa, nơi ông tốt nghiệp sau ba năm học. Tuy nhiên, ông không được gửi đến đơn vị bộ binh, mà được lựa chọn trong một nhóm nhỏ các chỉ huy "bộ binh", gửi đến đài tạo tại Trường Phi công Sao đỏ tại Borisoglebsk.
Năm 1935, khi hoàn thành chương trình đào tạo, Belousov được trao quyền lựa chọn nơi phục vụ. Cùng với bạn bè, ông chọn một trong những đơn vị của Hạm đội Baltic Cờ đỏ, gần Leningrad. Belousov, ngay sau khi đến đơn vị, được bổ nhiệm làm chỉ huy phi đội.
Tháng 2 năm 1938, chiếc I-16 của ông gặp sự cố trong điều kiện thời tiết khó khăn, hỏa hoạn xảy ra khi hạ cánh khẩn cấp. Hậu quả của vụ tai nạn là khuôn mặt của Leonid Belousov bị bỏng. Để khôi phục nó, ông đã trải qua 35 cuộc phẫu thuật thẩm mỹ mà không cần gây mê. Không chờ điều trị xong, Belousov trở về trung đoàn và tham gia cuộc chiến với người Phần Lan 1939-1940.
Tháng 11 năm 1940, ông được bổ nhiệm làm chỉ huy phi đội 4 của Trung đoàn tiêm kích 13, đóng tại căn cứ trên bán đảo Hanko (nơi nó sẽ chiến đấu cho đến tháng 10 năm 1941), tham gia Trận chiến Hanko.

Ngày 7 tháng 11 năm 1941, đơn vị ông được điều đến khu vực hồ Ladoga, nơi mà vào năm 1942, nó chịu trách nhiệm bảo vệ "Con đường sống" giữ vững cho thành phố Leningrad trong vòng vây. Khi đó, ông đang giữ chức vụ chỉ huy trung đoàn phó.
... Vào một trong những ngày khó khăn của trận chiến, tôi cảm thấy rằng đôi chân của mình ngừng lắng nghe tôi, như thể một cái tạ sắt được buộc vào chúng. Bị cháy trong một tai nạn ở biên giới, bây giờ chúng lại bắt đầu làm tôi đau với những cơn đau ngày càng tăng. 
 Do hậu quả vết thương cũ, chân phải ông bất đầu bị chứng hoại thư.
Ông được chuyển về điều trị ở một bệnh viện hậu phương ở Alma-Ata. Tại đây, ông dược phẫu thuật đoạn chi. Sau khi xuất viện, ông trở về Leningrad. Ở đó, vào năm 1944, với sự giúp đỡ của các đồng chí, ông đã có thể hồi phục các kỹ năng bay, đầu tiên là trên máy bay Po-2, sau đó là UTI-4, Yak-7 và cuối cùng là La-5. Cùng năm đó, ông trở về trung đoàn của mình, bấy giờ đã được đổi tên thành Trung đoàn hàng không tiêm kích cận vệ số 4, chuyên các nhiệm vụ chiến đấu hộ tống tàu vận tải và trinh sát. Đến tháng 2 năm 1945, ông là trợ lý chỉ huy huấn luyện bay và chiến đấu trên không của Trung đoàn hàng không chiến đấu số 4 (Sư đoàn hàng không chiến đấu số 1, Không quân hạm đội Baltic). Thiếu tá Cận vệ L.G. Belousov đã thực hiện 300 phi vụ, đích thân bắn hạ 3 máy bay địch. Ông đã chiến đấu cho đến khi kết thúc chiến tranh.
Năm 1957, theo Nghị định của Đoàn chủ tịch Xô viết tối cao Liên Xô về lòng dũng cảm và dũng sĩ quân sự thể hiện trong Chiến tranh Vệ quốc vĩ đại, Belousov đã được trao tặng danh hiệu Anh hùng Liên Xô, cùng với Huân chương Lenin và Huân chương Sao vàng.
Sau chiến tranh, ông nghỉ hưu. Tháng 7 năm 1945, ông được bổ nhiệm làm người đứng đầu câu lạc bộ bay Leningrad, làm việc về vận tải đường sông. Trong hơn 30 năm, ông là giảng viên tự do cho Hội Tri thức.
Ông qua đời vào ngày 7 tháng 5 năm 1998. Ông được chôn cất tại St. Petersburg tại nghĩa trang Serafimovsky.